# Museo vivente del cavallo
Il Museo vivente del cavallo è un museo francese situato presso le grandi scuderie del Castello di Chantilly, presso l'omonima località, 40 chilometri a nord di Parigi.

## Storia

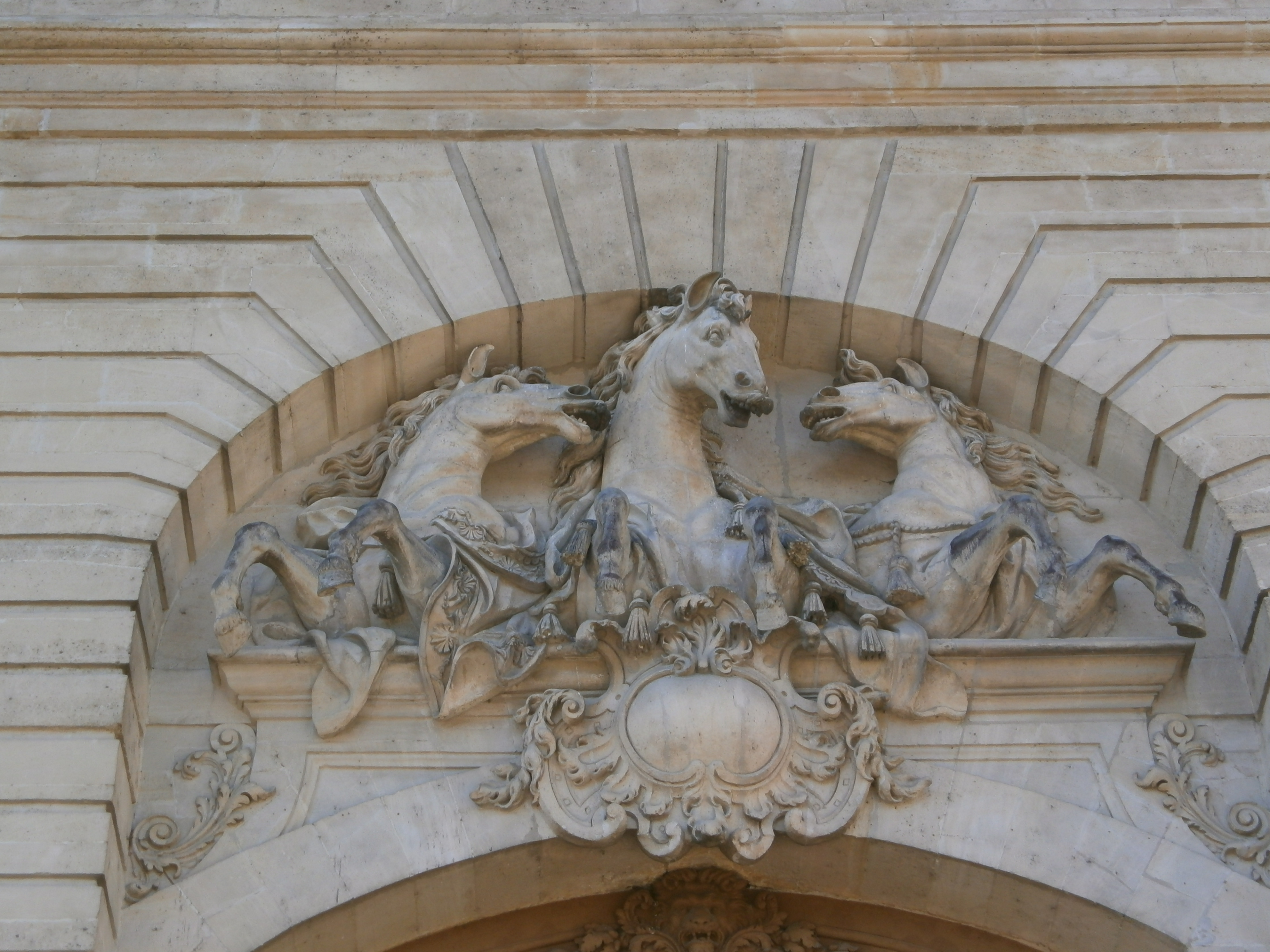
Particolare del fregio decorativo con cavalli sull'ingresso alle Grandes Écuries del Castello di Chantilly.

Le grandi stalle del complesso del Castello di Chantilly vennero costruire nel 1719 per ordine di Luigi Enrico, principe di Condé, il quale era un grande appassionato di cavalli al punto di essere giunto alla conclusione che egli stesso un giorno sarebbe stato in grado di reincarnarsi in un cavallo. Egli chiese all'architetto Jean Aubert di costruire delle stalle che fossero in grado di accogliere al meglio cavalli destinati al suo rango ed il risultato fu la costruzione di un magnifico edificio di 186 metri di lunghezza che è oggi considerato uno dei pezzi forti dell'architettura francese del XVIII secolo. Le stalle potevano ospitare nel complesso sino a 240 cavalli e 500 cani.
Nel 1830, Enrico d'Orléans, duca d'Aumale, figlio quartogenito di re Luigi Filippo di Francia, ereditò il castello da suo zio, il principe di Condé. Nel 1897 lo stesso Enrico lasciò in eredità il castello, le stalle, il giardino e 8 km² di foresta all'Institut de France, con l'obbligo di preservarle.
Il maestro di cavalleria Yves Bienaimé iniziò proprio qui la sua carriera nel 1959, dando il via alla scuola di cavalleria istituita presso le stalle monumentali. Vent'anni dopo, quando ormai la scuola appariva in decadenza, egli cercò di rivitalizzarla al meglio ed il 6 giugno 1982, dopo quattro anni di negoziati con l'Institut per la concessione degli spazi, Yves ed Annabel Bienaimé aprirono al pubblico un museo interamente dedicato al cavallo ed alla cultura della cavalleria. Yves Bienaimé scoprì l'arte di Marine Oussedik nella rivista Equus e quindi le chiese di lavorare in maniera permanente presso il museo. La prima sala venne dedicata agli stalloni arabi (1993) e la seconda ai cavalli presenti nel museo (1995).

## Il museo

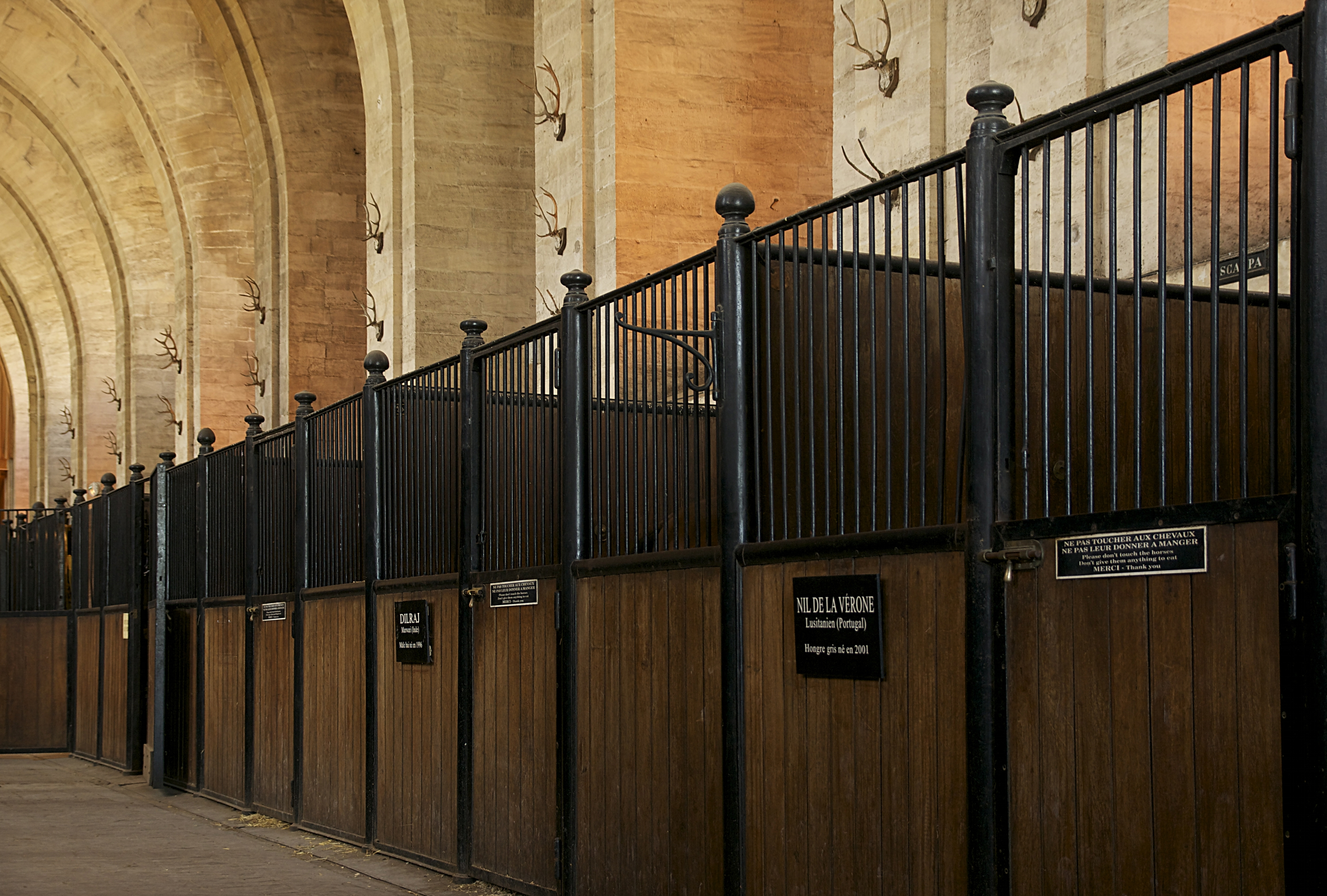
Le stalle del museo

Il museo dispone di 31 stanze dove sono visibili 1200 tra dipinti, disegni, sculture e ceramiche sull'arte equestre e sui cavalli, sulla storia, sulla salute del cavallo e sull'equipaggiamento per le cavalcature. Il museo è indicato come "vivente" perché esso ospita attualmente 31 cavalli di varie razze. L'intento del museo è quello di promuovere l'educazione del pubblico e incoraggiare l'interazione con animali come i cavalli, da sempre tra i più fedeli compagni dell'uomo. Ogni giorno vengono mostrati dai tre ai cinque dressage che sono alla base della cavalleria, ed una volta al mese si tiene un grande spettacolo equestre. Ogni anno il museo conta su circa 200.000 visitatori; non riceve fondi pubblici né fondi dall'Institut de France. L'attuale direttore del museo è Sophie Bienaimé, figlia del fondatore dell'istituzione.

## Nella cultura di massa
Il castello ed in particolare le stalle del museo appaiono nel film del 1985 della saga di James Bond dal titolo "007 - Bersaglio mobile", per illustrare l'abitazione del terribile Max Zorin, interpretato da Christopher Walken, il quale ha una smodata passione per i cavalli.